# ریوربنک آرنا
 ریوربنک آرنا  (به انگلیسی: Riverbank Arena) ورزشگاهی در شهر لندن است که مخصوص مسابقات هاکی ساخته شده و بخشی از مجموعه المپیک پارک لندن است.
این ورزشگاه، ویژه بازی‌های المپیک تابستانی ۲۰۱۲ برای برگزاری مسابقات هاکی، فوتبال پنج و هفت نفره ساخته شده است.
ورزشگاه ریوربنک آرنا همچنین میزبان مسابقات هاکی اروپا ۲۰۱۵ نیز می‌باشد.